# 콘스탄티노 로메로

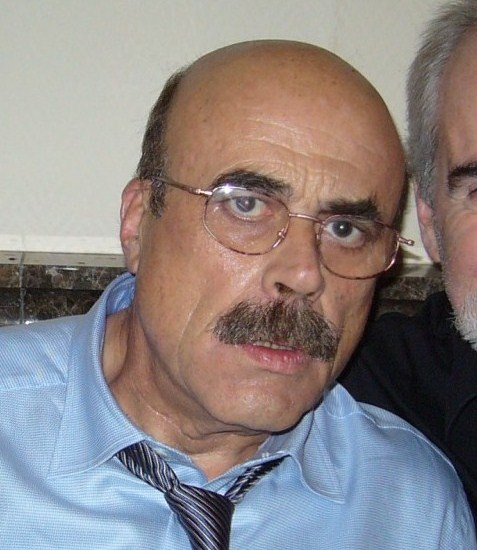

콘스탄티노 로메로(Constantino Romero, 1947년 5월 29일 ~ 2013년 5월 12일)는 스페인의 배우이다.

## 영화
- 화이트 고릴라 (2011년) - 론 역
- 어린 시절의 영웅들 (2010년)
- 800 블렛 (2002년)
- 돈키호테 (1992년)
- 세뇨라 로라 (1986년)